# Matthew Henson
Matthew Alexander Henson (Nanjemoy, 8 agosto 1866 – New York, 9 marzo 1955) è stato un esploratore statunitense, il primo esploratore artico afroamericano.
Accompagnò Robert Edwin Peary in sei viaggi nel corso di 18 anni. Henson fu navigatore e artigiano, commerciò con gli Inuit imparandone la lingua e diventando famoso come il "primo uomo" sul quale Peary poteva contare in questi ardui viaggi. Durante il viaggio del 1909 in Groenlandia, accompagnò Peary nel piccolo gruppo composto anche da quattro Inuit, considerati i primi a raggiungere il Polo Nord geografico, nonostante sia oggetto di controversie. Henson fu invitato nel 1937, grazie ai suoi successi, a diventare membro del The Explorers Club, il primo afroamericano a venire accettato. Nel 1948 divenne membro onorario, riconoscimento concesso solo a 20 persone all'anno.
L'esploratore artico Wally Herbert, che raggiunse il polo nord nel 1969, concluse, che, in base, sia alle ricerca del diario di Peary, che ad osservazioni astronomiche, il gruppo di Peary non raggiunse in realtà il polo nord. Questa conclusione viene comunemente accettata, anche se ancora esistono pareri discordanti.
Henson pubblicò le sue memorie, A Negro Explorer at the North Pole (1912), in cui si trovano anche una premessa ed una lode di Peary. Dalla fine del XX secolo i contributi di Henson ricevettero un maggior riconoscimento. Nel 1988, per ordine di Reagan, i resti dell'afroamericano e della moglie vennero sepolti nel cimitero nazionale di Arlington, nei pressi della tomba dei coniugi Peary. Dopo di allora Henson ricevette diversi riconoscimenti. Alla fine del XX secolo furono rintracciati i figli che Henson e Peary ebbero dalle mogli Inuit, così i loro discendenti furono invitati negli Stati Uniti d'America, sia per incontrare gli altri membri delle famiglie, che per assistere alle cerimonie del 1988.

## Biografia
Henson nacque in una fattoria a Nanjemoy (Maryland) l'8 agosto 1866, da mezzadri liberati prima della guerra di secessione americana. Aveva una sorella maggiore, della quale si conosce solo l'iniziale (S.), nata nel 1864 e due minori (Eliza e S.). La madre di Matthew morì quando lui aveva due anni. Il padre Lemuel si risposò con una donna di nome Caroline, dalla quale ebbe altri figli tra cui una figlia ed un figlio. Dopo la morte del padre, Matthew fu mandato a vivere con uno zio a Washington. Fu lui a pagare per i pochi anni di istruzione del ragazzo che precedettero la sua morte. Dopo la morte dello zio, Henson venne impiegato come lavapiatti presso il "Janey's Home-Cooked Meals Cafe".
All'età di dodici anni si recò a Baltimora, dove si imbarcò come mozzo sul mercantile Katie Hines. Il capitano Childs prese Henson sotto la sua ala protettrice, trattandolo come un figlio ed insegnandogli a leggere e scrivere. Childs e Henson rimasero insieme per lungo tempo, navigando per il mondo, per molti anni. Visitò luoghi come Cina, Giappone, Filippine, Francia, Africa e Russia meridionale. Divenne un abile navigatore autodidatta. Nel 1883 Childs morì, per cui Henson decise, dopo un breve periodo come marinaio, di trasferirsi definitivamente a terra.

### Esplorazione
Mentre lavorava in un negozio di vestiti a Washington, nel novembre 1887 incontrò il comandante Robert Edwin Peary. Venuto a sapere dell'esperienza in mare di Henson, Peary lo assunse come aiutante per un viaggio in Nicaragua insieme ad altri quattro uomini. Peary supervisionò 45 ingegneri che lavoravano a un canale in Nicaragua. Impressionato dalle capacità mostrate da Henson durante il viaggio, Peary lo riconobbe come pari, nominandolo, per le sue spedizioni, "primo uomo".
Per oltre vent' anni viaggiarono nell'Artide. Henson commerciò con gli Inuit e ne imparò la lingua, che lo chiamarono, Mahri-Pahluk. Viene ricordato come l'unico non Inuit a diventare bravo nella guida delle slitte e nell'addestramento dei cani, proprio secondo il metodo Inuit. Era un bravo artigiano, e spesso trovava soluzioni geniali per soddisfare le necessità della squadra nelle estreme condizioni artiche. Impararono anche a costruire iglù usando la neve. Assieme a Peary e al resto della squadra viaggiò per migliaia di chilometri su slitte di cani raggiungendo nel 1906 il "Farthest North", il punto più settentrionale mai raggiunto dall'uomo.
Tra il 1908 e il 1909 Peary effettuò l'ottavo tentativo di raggiungere il polo nord. Era una spedizione numerosia, la più grande, dato che Peary era deciso ad usare il proprio sistema di nascondere rifornimenti lungo il tragitto. Quando lui ed Henson si imbarcarono sulla Roosevelt, lasciando la Groenlandia il 18 agosto 1909, erano accompagnati da 22 uomini Inuit, 17 donne Inuit, 10 bambini, 246 cani, 64 tonnellate di carne di balena proveniente dal Labrador, carne e grasso di 50 trichechi, equipaggiamento da caccia e tonnellate di carbone. A febbraio Henson e Peary partirono dalle navi ancorate presso il Capo Sheridan dell'isola di Ellesmere, con gli uomini Inuit e 130 cani dediti a tracciare un tragitto con i rifornimenti lungo la rotta per il polo.

Peary scelse Henson e altri quattro Inuit come parte della sua squadra di sei persone che avrebbero compiuto l'ultimo tratto fino al polo. Prima di raggiungere l'obiettivo Peary non fu più in grado di proseguire a piedi e salì su una slitta. Secondo varie fonti era malato, esausto o aveva le dita congelate. Inviò Henson in avanscoperta come ricognizione. In un'intervista rilasciata a un giornale Henson disse in seguito:
()
Fu Henson a piantare la bandiera statunitense.
Nel 1912 Matthew Henson pubblicò le proprie memorie relative alle spedizioni artiche, A Negro Explorer at the North Pole. In questo racconto si descrive come un "assistente generale, abile artigiano, interprete (aveva imparato la lingua inuit) e grand lavoratore". In seguito collaborò con Bradley Robinson nella sua biografia del 1947, Dark Companion, in cui si trova molto di più della sua vita.
Nonostante l'ammiraglio Peary abbia ricevuto molti onori per aver guidato la spedizione al polo, nei decenni successivi i contributi di Henson furono in gran parte ignorati. Gli furono riservati onori in cene nella comunità nera nel 1909. Passò buona parte dei successivi trent' anni lavorando nella U.S. Customs House di New York, a sud di Bowling Green.
Henson fu ammesso come membro della prestigiosa The Explorers Club di New York nel 1937, e ne divenne membro onorario nel 1948, titolo riservato solo a 20 persone l'anno. Nel 1944 il Congresso conferì a lui e ad altri cinque membri del gruppo di Peary duplicati della Peary Polar Expedition Medal, una medaglia d'argento consegnata a Peary. I presidenti Truman e Eisenhower onorarono Henson prima della sua morte, avvenuta nel 1955. Henson morì nel Bronx il 9 marzo 1955 all'età di 88 anni. Fu sepolto nel cimitero di Woodlawn e gli sopravvisse la moglie Lucy. Alla morte di lei, nel 1968, fu sepolta nella stessa tomba.

### Famiglia
Il suo primo matrimonio terminò poco dopo l'inizio delle sue spedizioni con Peary. Henson sposò Lucy Ross nel 1906, ma non ebbero figli.
Durante le lunghe spedizioni in Groenlandia, Henson e Peary presero donne Inuit come mogli o concubine, avendo figli da loro, come era solito per gli esploratori del tempo. Con l'inuit, Akatingwah, Matthew Henson ebbe un solo figlio, di nome Anauakaqː i suoi figli sono i soli discendenti di Henson. Anche Peary ebbe un figlio con la moglie Inuit, Kali. Entrambi nacquero nel 1906. Dopo il 1909 Henson non vide più Akatingwah e suo nipote. Comunque, altri esploratori lo tennero aggiornato sulla loro situazione.
S. Allen Counter, neuroscienziato e direttore della Harvard Foundation, si interessò per molto tempo alla storia di Henson, recandosi in Groenlandia per effettuare ricerche in merito. Dopo essere venuto a sapere di possibili discendenti degli esploratori, nel 1986 rintracciò i figli di Henson e Peary, Anauakaq e Kali, ormai ottuagenari. Programmò una visita per l'anno seguente negli Stati Uniti d'America, in cui avrebbero, sia conosciuto i parenti statunitensi, che visitato le tombe dei padri. Anauakaq morì nel 1987. Lui e la moglie Aviaq ebbero cinque figli e una figlia, che a loro volta ebbero figli che attualmente abitano in Groenlandia.
Molti membri della famiglia Inuit tornarono a Washington nel 1988 per la cerimonia della risepoltura di Henson e della moglie Lucy nel cimitero nazionale di Arlington, che Counter ottenne grazie ad una petizione al presidente Ronald Reagan per riconoscere ad Henson i suoi meriti nell'esplorazione artica. Counter scrisse un libro sul suo ritrovamento di Anauakaq e Kali, sulla sua ricerca in merito alla vita di Henson, intitolato, "North Pole Legacy: Black, White and Eskimo" (1991). Il materiale fu anche adattato e prodotto come film documentario con lo stesso nome.

#### Famiglia estesa
Gli unici discendenti diretti di Matthew Henson furono il figlio del suo figlio Inuit. Secondo S. Allen Counter, nel corso della sua vita, Henson aveva identificato due famiglie di nipoti come parte della propria famiglia estesa. Si trattava di Virginia Carter Brannum, figlia della sorella Eliza Henson Carter di Washington, e Olive Henson Fulton di Boston, figlia del fratellastro. In un articolo del 1988 Counter fa notare che queste due donne avevano lettere e fotografie che certificavano la loro parentela. Furono gli unici due membri della famiglia presenti al funerale di Henson nel 1955, assieme alla vedova Lucy Ross Henson. Counter raccomandò alla United States Navy e alla National Geographic Society di invitare, sia Audrey Mebane, figlia di Virginia Brannum, che Olive Henson Fulton come rappresentanti della famiglia per qualsiasi cerimonia tenutasi in onore di Henson.

## Rappresentazione nei media
- Il libro di S. Allen Counter's book, "North Pole Legacy: Black, White and Eskimo" (1991), parla delle esplorazioni e delle mogli Inuit di Peary e Henson e dei loro discendenti. Ne fu tratto un documentario omonimo, trasmesso nel 1992 da Monitor Channel.[4]
- Il film del 1998 intitolato, "Glory & Honor"; parla delle esplorazioni Peary-Henson e delle loro vite. Henson fu interpretato da Delroy Lindo, mentre Henry Czerny interpretò Robert Peary. Il film vinse un Primetime Emmy mentre Lindo, per la sua interpretazione, ricevette il Golden Satellite Award.
- Il ruolo di Henson delle esplorazioni polari fu incluso nel romanzo di E. L. Doctorow intitolato Ragtime (1975).[13]. Il romanzo per adulti di Donna Jo Napoli, North è ambientato tra le esplorazioni polari e include la vita di Henson.[14]
- Nel 2012 il romanzo illustrato di Simon Schwartz su Matthew Henson, intitolato, Packeis, vinse il Max & Moritz Prize come "Miglior Libro Comico in Tedesco".[15]

## Retaggio e riconoscimenti

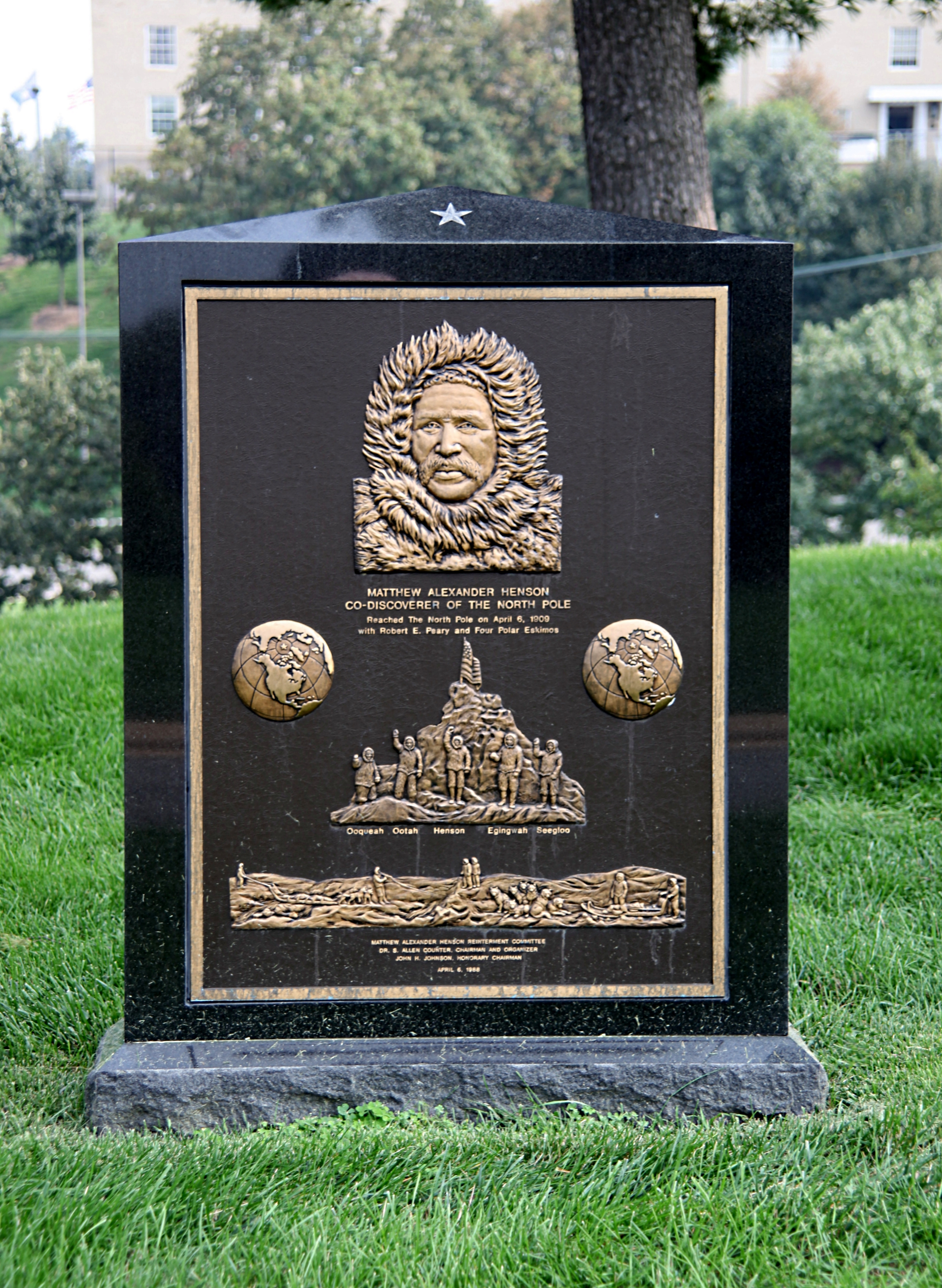
Tomba di Henson nel cimitero nazionale di Arlington

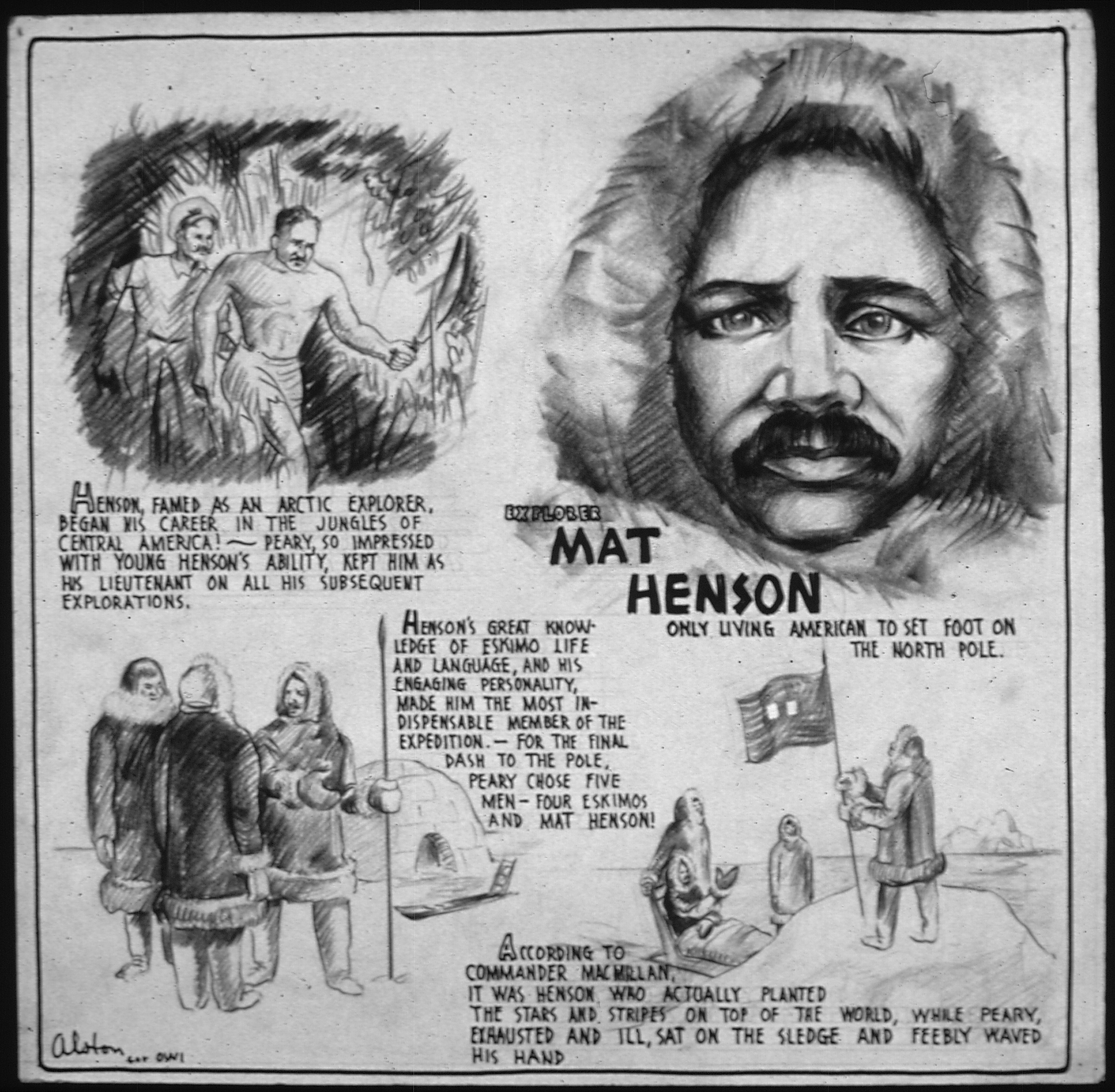
Poster dello U.S. Office of War Information. News Bureau, 1943

- Il 19 ottobre 1909 Henson fu ospite d'onore ad una cena organizzata dalla Colored Citizens of New York, e ricevette un orologio d'oro con catena d'oro.[16]
- Nel 1937 The Explorers Club, nella persona del suo presidente "polare" Vilhjalmur Stefansson, invitò Henson ad unirsi a loro.[17]
- Nel 1948 The Explorers Club lo nominò Membro Onorario, onore riservato a non più di 20 persone viventi.[17]
- Nel 1945 Henson ed altri aiutanti di Peary, grazie ai loro successi, ricevettero medaglie della marina.
- Prima di morire nel 1955 Henson ricevette lauree ad honorem dalla Howard University e dalla Morgan State University.[2]
- Il 28 maggio 1986 lo United States Postal Service emise un francobollo da 22 centesimi in onore di Henson e Peary;[18] avevano già ricevuto lo stesso onore nel 1959, ma senza che ne fosse citato il nome.[19][20]
- Nel 1988 i corpi di Henson e della moglie Lucy furono trasferiti nel cimitero nazionale di Arlington. In loro memoria fu eretto un monumento situato nei pressi della tomba dei coniugi Peary. Parteciparono alla cerimonia molti discendenti di suo figlio Inuit Anauakaq.[21]
- Nell'ottobre 1996 la United States Navy ordinò la USNS Henson, una nave oceanografica di classe Pathfinder.
- Nel 2000 la National Geographic Society conferì postuma la medaglia Hubbard a Matthew A. Henson.
- Vi sono luoghi in Maryland che prendono il nome da Henson, tra cui: Matthew Henson State Park a Aspen Hill, Matthew Henson Middle School[22] a Pomonkey,[23] le scuole elementari di Baltimora[24] e Palmer Park.[25]
- Nel 2021 gli è stato dedicato il cratere lunare Henson.[26]